# ناثان سالمون
ناثان سالمون (بالإنجليزية: Nathan Salmon)‏ هو فيلسوف أمريكي، ولد في 2 يناير 1951 في لوس أنجلوس في الولايات المتحدة.